# 꼬마잠자리
꼬마잠자리는 잠자리목 잠자리과의 곤충이다. 배의 길이는 10~14mm이고, 뒷날개길이는 13~15mm이다. 전체 1.7cm 내외의 크기로 세계에서 가장 작은 잠자리이다. 수컷은 1m 내외의 영역을 확보하여 영역 경계 활동을 하며, 약 10초 정도의 짧은 짝짓기를 한후 암컷 단독으로 타수산란을 한다.
꼬마잠자리는 국지적으로 분포하며, 북부지방의 개체는 대형이다. 대한민국, 일본, 중국 중부와 남부, 대만 등지에 분포한다. 대한민국에서 서식하는 잠자리 중 가장 작은 종류이며, 현재까지 지리산 등 3곳에서 서식하는 것으로 알려져 있다. 1998년 멸종위기 야생동·식물 및 보호야생동·식물로 지정되어 보호받아 왔으며, 관련 법의 개정에 따라 2017년에는 멸종위기 야생생물 Ⅱ급으로 지정되어 보호받고있다. 하지만 서식지 파괴로 인한 개체에 대한 위협이 끊이지 않고 있다. 최근 국립생물자원관의 연구 결과에 따르면 동남아시아에 분포하는 종과 우리나라에 서식하는 종이 서로 다른 종으로 확인되어 '한국꼬마잠자리(Nannophya koreana)'라는 이름으로 신규 등록 되었다.

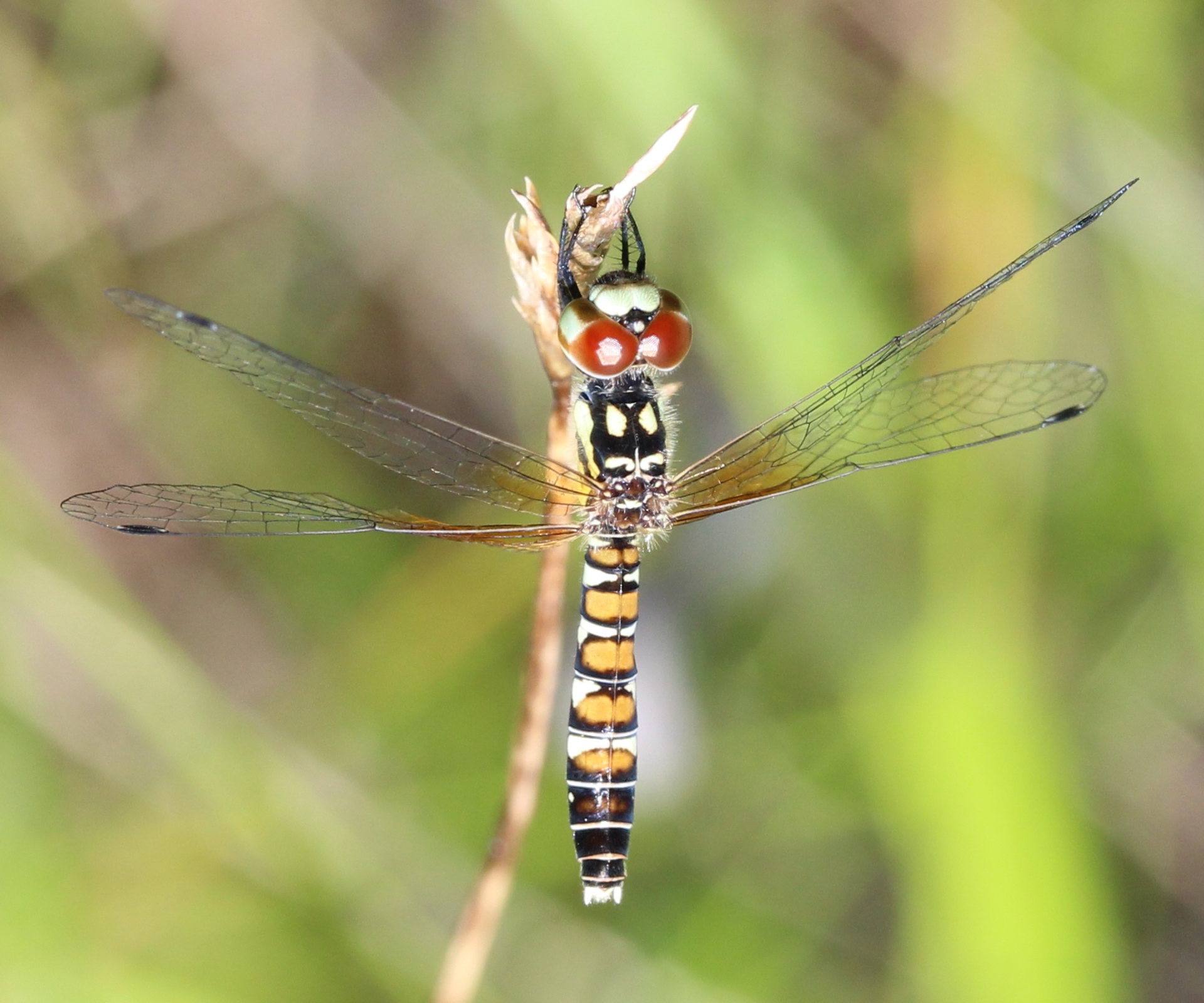
꼬마잠자리 (암컷)